# Pregabalin
Pregabalin' je antikonvulsant koji se koristi za tretiranje neuropatičkog bola, kao dodatna terapija za parcijalne konvulzije, i za generalizovani anksiozni poremećaj. Ovaj lek je razvijen da bude potentniji naslednik gabapentina. Pregabalin je u prodaji pod imenom Lyrica.

## Spoljašnje veze
|  | Molimo Vas, obratite pažnju na važno upozorenje u vezi sa temama iz oblasti medicine (zdravlja). |